# Круш Ірина Борисівна
Іри́на Борисівна Круш (* 24 грудня 1983, Одеса) — американська шахістка українського походження, гросмейстер (2013).

Восьмиразова переможниця чемпіонату США серед жінок в 1998, 2007, 2010, 2012, 2013, 2014, 2015 та 2020 роках. Круш широко відома у США своєю серією шахових відео «Krushing Attacks».
Її рейтинг на червень 2023 року — 2436 (32-ге місце у світі, 1-ше серед шахісток США).

## Життєпис
Круш навчилася грати шахи у 5 років в Одесі. Емігрувала з батьками до Брукліна в 1994.
У 14 років перемогла в чемпіонаті США серед жінок і стала наймолодшою чемпіонкою із шахів у США. Вона має титул «міжнародний майстер» та «міжнародний гросмейстер».
Круш здобула чималу популярність у світі протягом добре розрекламованого змагання «Каспаров проти Світу» в 1999 році. Гаррі Каспаров грав білими, а всі інші охочі через основний вебвузол Microsoft, — голосуючи за ходи чорних і ведені рекомендаціями Круш і трьох інших шахістів. На десятому ході Круш запропонувала новинку, за яку проголосувала публіка. Каспаров говорив пізніше, що він втратив контроль над грою в цей час, і не був упевнений чи він перемагає чи програє.
Круш нині грає за команду New York Knights в Американській Шаховій Лізі.
У складі збірної США учасниця 11-ти шахових олімпіад 1998, 2002—2022 рр. Срібний призер шахової олімпіади 2004 року, бронзовий призер 2008 року. Загалом за час виступів на шахових олімпіадах Ірина Круш зіграла 119 партій (+60-18=41) набравши 80½ очок, що становить 67,6 % набраних очок.

## Зміни рейтингу
| На цьому місці має відображатися графік чи діаграма, однак з технічних причин його відображення наразі вимкнено. Будь ласка, не видаляйте код, який викликає це повідомлення. Розробники вже працюють для того, щоби відновити штатне функціонування цього графіка або діаграми. | |
| | На цьому місці має відображатися графік чи діаграма, однак з технічних причин його відображення наразі вимкнено. Будь ласка, не видаляйте код, який викликає це повідомлення. Розробники вже працюють для того, щоби відновити штатне функціонування цього графіка або діаграми. |